# Elsiane
Elsiane est un groupe canadien composé de Elsieanne Caplette et Stephane Sotto.

## Biographie
Elsieanne grandit au Pérou. Elle étudie la musique classique et apprend plus tard à jouer de la guitare. Elle devient chanteuse dans un groupe, au Pérou, puis part vivre à Montréal en 1999. Elle y rencontre Stephane Sotto.
Musicien autodidacte, Stephane Sotto est quant à lui né à Montréal. Lorsqu'Elsieanne et lui se rencontrent, ils décident de former le groupe Elsiane dont le nom est formé à partir des quatre premières lettres du prénom de la chanteuse et des trois dernières lettres du prénom du musicien.
Les deux artistes commencent leur collaboration en 2000 et publient leur premier album intitulé « Hybrid » le 1er mai 2007, un album mélangeant jazz, downtempo, rock, musique classique et électronique.
L’album sera réalisé un peu plus d’un an plus tard aux États-Unis sous le label Nettwerk.
Sur scène, Elsiane est composé de Jeff Feldman à la basse et aux claviers, et de Philippe Look à la guitare et aux claviers également.
Durant l’été 2011, Elsiane annonce la sortie prochaine d’un second album. Quelques mois plus tard, le premier single « Underhelped » accompagné d’un clip est mis en ligne. L’album « Mechanics of emotion » est sorti le 10 avril 2012.
Le 21 avril 2017 sort leur troisième opus intitulé Death of the Artist.
Leur quatrième album éponyme, Elsiane, a été publié le 3 octobre 2023.

## Discographie

### Singles
- 2007 : Vaporous
- 2012 : Underhelped
- 2016 : Unstable
- 2017 : Space Between Us
- 2018 : Unstable (Stay Calm Remix)
- 2020 : " Sinaï"